# شرکت نفت فلات قاره ایران
شرکت نفت فلات قارهٔ ایران شرکت نفت و گاز ایرانی است، که از شرکت‌های تابعهٔ شرکت ملی نفت ایران به‌شمار می‌آید. این شرکت در سال ۱۳۵۹ با هدف مدیریت عملیات اکتشاف، توسعهٔ میادین، تولید و بهره‌برداری از منابع نفت خام و گاز طبیعی مستقر در حوزه خلیج فارس تأسیس شد.
حوزه عملیاتی شرکت نفت فلات قارهٔ ایران شامل ۱٬۸۰۰ کیلومتر طول در خلیج فارس و به عرض متغیر؛ از ۲۷ تا ۱۲۰ کیلومتر است و مدیریت کلیهٔ میادین نفت و گاز فراساحلی (دریایی) جنوب کشور، به غیر از میدان‌های پارس شمالی، پارس جنوبی، گلشن و فردوسی که مدیریت آن‌ها برعهده شرکت نفت و گاز پارس می‌باشد را برعهده دارد.
دفتر مرکزی شرکت نفت فلات قاره ایران در شهر تهران قرار دارد. تولید نفت خام این شرکت (در سال ۱۳۹۴) به‌طور میانگین معادل ۵۰۰ هزار بشکه در روز می‌باشد و یکی از ۴ تولیدکنندهٔ نفت ایران محسوب می‌شود. هم‌اکنون احمدرضا راستی به عنوان مدیرعامل شرکت نفت فلات قاره ایران فعالیت می‌کند.

## تاریخچه
شرکت نفت فلات قاره ایران اواخر شهریور ماه ۱۳۵۹ از ادغام ۵ شرکت نفتی فعال در میادین نفت و گاز خلیج فارس تشکیل شد. این شرکت‌ها که عمدتأ در زمینه استخراج نفت در بخش‌های فراساحلی (دریایی) فعالیت می‌کردند، عبارت بودند از سیریپ، ایپاک، لاپکو، ایمینوکو و سوفیران. حوزه عملیاتی هر کدام از این ۵ شرکت و میادین تحت مدیریت هر کدام به‌شکل زیر بود:
- شرکت سیریپ (یا شرکت نفت ایران و ایتالیا): فعالیت در میدان نفتی هندیجان، میدان نفتی بهرگانسر و میدان نفتی نوروز.
- شرکت ایپاک (یا شرکت نفت ایران و پَن‌آمریکن): فعالیت در میدان نفتی فروزان، میدان نفتی سروش، میدان نفتی ابوذر و میدان نفتی دورود.
- شرکت لاپکو (یا شرکت نفت لاوان): فعالیت در میدان نفتی سلمان و میدان نفتی بلال.
- شرکت ایمینوکو (یا شرکت نفت بین‌المللی دریایی ایران): فعالیت در میدان نفتی رسالت و میدان نفتی رشادت.
- شرکت نفت سوفیران: فعالیت در میدان‌های نفتی حوزه جزیره سیری.

## هیئت مدیره
هیئت مدیره شرکت نفت فلات قاره ایران از ترکیب زیر تشکیل شده‌است:
| نام                    | سمت سازمانی                                  | جایگاه                  |
| ---------------------- | -------------------------------------------- | ----------------------- |
| احمدرضا راستی          | مدیر عامل                                    | رئیس هیئت مدیره         |
| سلمان خسروی قره قشلاقی | معاون مدیر عامل                              | نایب رئیس هیئت مدیره    |
| علیرضا عاضدی           | مدیر امور فنی                                | عضو اصلی هیئت مدیره     |
| کامران داودی           | مدیر برنامه ریزی                             | عضو اصلی هیئت مدیره     |
| مهدی زندی لک           | مدیر امور مالی                               | عضو اصلی هیئت مدیره     |
| محمودرضا فرود حقیقی    | مدیر منطقه لاوان                             | عضو علی‌البدل هیئت مدیره |
| امیر بغلانی            | رئیس هماهنگی عملیات بندری، دریایی و حمل ونقل | عضو علی‌البدل هیئت مدیره |

## نمودار سازمانی
سازمان اداری شرکت نفت فلات قاره ایران به‌طور کلی از ۲ بخش واحدهای ستادی و مدیریت‌ها تشکیل شده‌است. بخش مدیریت‌ها که وظیفه هدایت فعالیت‌های شرکت را برعهده دارد، از ۹ شاخه تشکیل می‌شود. واحدهای ستادی نیز که بخش عملیاتی شرکت می‌باشد، به ۱۱ شاخه اصلی تفکیک شده‌است.
- مدیریت‌ها
- مدیریت مناطق عملیاتی
- واحدهای ستادی

## مدیریت‌ها
مدیریت‌های شرکت نفت فلات قاره ایران از ۹ بخش تشکیل شده‌است.
| سِمَت سازمانی                      | مدیر ارشد        |
| -------------------------------- | ---------------- |
| معاون مدیرعامل                   | سلمان خسروی      |
| مدیریت امور فنی                  | علیرضا عاضدی     |
| مدیریت تولید                     | امیر سالاری      |
| مدیریت مهندسی و ساختمان          | محمد محمدی       |
| مدیریت طرح‌های اکتشافی            | علی چهرازی       |
| مدیریت منابع انسانی              | مهرشاد جانبازخوی |
| مدیریت امور مالی                 | مهدی زندی لک     |
| مدیریت برنامه‌ریزی                | کامران داودی     |
| مدیریت هماهنگی امور میادین مشترک | [ ۱۱ ]           |
| مدیریت تدارکات و امور کالا       | فرخ فیوضی        |

### مدیریت تولید
مدیریت تولید، هدایت عملیات استخراج نفت و گاز از میادین مختلف، انتقال، فرآورش، ذخیره‌سازی و صادرات را بعهده دارد. تمام این فعالیت‌ها شامل نگهداری و استفاده مطلوب از تأسیسات در سکوهای دریایی، خطوط لوله زیر دریا، تأسیسات خشکی مخازن، اسکله‌های صدور نفت، از مسئولیت‌های این مدیریت می‌باشد.
واحدهای این مدیریت عبارتند از:
- برنامه‌ریزی و هماهنگی عملیات تولید
- راه اندازی تأسیسات
- هماهنگی عملیات بندری، دریایی و حمل و نقل
- برنامه‌ریزی و هماهنگی صادرات و واردات مواد نفتی
- برنامه‌ریزی و هماهنگی تعمیرات اساسی
  - مهندسی نگهداری و تعمیرات
  - برنامه‌ریزی نگهداری و تعمیرات
  - تعمیرات اساسی تأسیسات دریایی
  - برنامه‌ریزی و هماهنگی تعمیرات زیر آب مناطق عملیاتی

### مدیریت امور فنی
فعالیت‌های حفاری، مهندسی بهره‌برداری، مهندسی مخازن، زمین‌شناسی و پتروفیزیک در میادین مختلف شامل: مطالعات، برنامه‌ریزی‌ها، اجرا و نیز نظارت بر کار پیمانکاران مربوطه را به عهده دارد.
واحدهای این مدیریت عبارتند از:
- مهندسی نفت
  - مهندسی مخازن عملیاتی
  - مهندسی مخازن مطالعاتی
  - مهندسی بهره‌برداری، تعمییر و تکمیل چاه
  - مهندسی پترو فیزیک
  - مهندسی فرآورش
- حفاری
  - مهندسی حفاری
  - عملیات حفاری
  - عملیات کنترل فوران چاه‌ها
- زمین‌شناسی
- آمار و اطلاعات فنی و سامانه‌های بالادستی
- امور شیمیایی و آزمایشگاه

### مدیریت مهندسی و ساختمان
مدیریت مهندسی و ساختمان عهده‌دار انجام مطالعات مقدماتی، تفصیلی و اجرای طرح‌های عمرانی و نیز توسعه تأسیسات موجود می‌باشد. مدیریت مهندسی و ساختمان مسئولیت توسعه میادین جدید و بروز سازی، بازسازی تأسیسات موجود، نوسازی و تأمین سیستم‌های پشتیبانی سکوها و مناطق عملیاتی را به عهده دارد.
واحدهای این مدیریت عبارتند از:
- مهندسی طرح و اجرا
- خدمات فنی و مهندسی
- کنترل طرح‌ها
- رؤسای پروژه‌ها
- مجریان طرحها

### مدیریت میادین مشترک
مدیریت طرح توسعه میادین مشترک در زمینه تدوین و نظارت بر طرح‌ها و برنامه‌های توسعه میادین مشترک، برنامه‌ریزی جهت اکتشاف، توسعه و تولید از میادین مشترک، توسعه تعاملات با کشورهای همسایه خلیج فارس، انجام تعاملات با شرکت ملی نفت ایران، وزارت نفت و سایر نهادهای دولتی، ساماندهی و تأمین منابع مالی و جذب سرمایه‌گذاری برای طرح‌های نفت و گاز در میادین مشترک در خلیج فارس.
- امور مطالعات فنی میادین مشترک
- امور مطالعات حقوقی و تحدید حدود
- امور تسهیلات و مشارکت‌ها

### مدیریت طرح‌های اکتشافی
مراحل مختلف تولید نفت و گاز، به‌طور خلاصه عبارت از اکتشاف، استخراج، بهره‌برداری، پالایش و به دنبال آن، تهیه فراورده‌های مختلف نفتی است. در این راستا شرکت‌های نفتی که در تمام یا قسمتی از این زنجیره فعالیت دارند، از نظر عملیاتی و گسترش منطقه فعالیت ممکن است، با یکدیگر اندکی تفاوت داشته باشند. آنچه در این زنجیره قابل اشاره و استفاده بوده انجام فعالیت‌های اکتشافی است که به عبارت دیگر، پایه و اساس کلیه فعالیت‌های نفتی را تشکیل می‌دهد و به همین علت در برنامه‌ریزی‌های نفتی، اکتشاف، یک امر حیاتی و بالادستی محسوب می‌گردد.
زیرمجموعه‌های بخش مدیریت طرح‌های اکتشافی:
- آمار و اطلاعات فنی
- حفاری
- طرح‌ها و برنامه‌ها
- ژئوفیزیک
- زمین‌شناسی

### مدیریت امور مالی
مدیریت امور مالی نظارت بر اجرای مقررات مالی، توازن و تعادل بودجه‌های ارزی و ریالی، برنامه‌ریزی، ساماندهی و کنترل فعالیت‌های مالی، سرپرستی بودجه و کنترل هزینه‌ها، حسابداری سفارش‌ها و قراردادها، حسابداری مالی، صنعتی و عمومی، خزانه‌داری، سندرسی و بررسی‌های اقتصادی را به عهده دارد.
واحدهای زیر مجموعه این مدیریت عبارت است از:
- حسابداری سفارشات و قراردادها
- تخصیص منابع و کنترل هزینه‌ها
- حسابداری مالی
- حسابداری عمومی
- سندرسی
- خزانه داری

### مدیریت منابع انسانی
مدیریت منابع انسانی مسئولیت گزینش، جذب، پرورش و نگهداشت نیروی انسانی، افزایش سطح انگیزه کارکنان و تأمین نیازهای آنان را به عهده دارد. این مدیریت در زمینه تأمین نیروی انسانی، آموزش و توسعه توانایی‌های کارکنان، حفظ و نگهداشت نیروی انسانی و بهبود زندگی شغلی.
واحدهای این مدیریت عبارتند از:
- امور کارکنان
- تأمین نیروی انسانی
- برنامه‌ریزی نیروی انسانی
- پژوهش و توسعه منابع انسانی
- آموزش
- روابط کار و مددکاری اجتماعی
- خدمات درمانی و پزشک مشاور
- خدمات اداری و اجتماعی
- امور ورزش

### مدیریت تدارکات و امور کالا
از مهم‌ترین وظایف و مسئولیت‌های تدارکات و امور کالا، تأمین لوازم، مواد و قطعات یدکی مورد نیاز برای توسعه فعالیت‌های دریایی، در مناطق عملیاتی، دفاتر مرکزی و خرید کلیه مایحتاج غذایی، بهداشتی، تجهیزات ورزشی و سایر کالاهای مورد نیاز بخش‌های مختلف شرکت نفت فلات قاره ایران می‌باشد. سفارش و تأمین لوازم و مواد، نیازمند یک سازمان خدمات تدارکات، انبارداری، سفارش‌ها، کنترل موجودی، طبقه‌بندی کالا و استانداردهای مکانیزه می‌باشد.
واحدهای این مدیریت عبارتند از:
- برنامه‌ریزی توسعه و حمایت از ساخت داخل
- خرید
- سفارشات و کنترل موجودی
- طبقه‌بندی و استاندارد کالا
- عملیات کالا
- بازرسی انبارها
- بررسی منابع
- دفاتر نمایندگی و نواحی

## واحدهای ستادی
واحدهای ستادی شرکت نفت فلات قاره ایران، عبارتند از:
- روابط عمومی
- ارتباطات و فناوری اطلاعات
- پژوهش و فناوری
- امور حقوقی و پیمان‌ها
- بازرسی فنی و خوردگی فلزات
- مهندسی سیستم‌ها و بهره‌وری
- حراست
- ایمنی، بهداشت، محیط زیست و پدافند غیرعامل
- بازرسی، ارزیابی عملکرد و رسیدگی به شکایت
- حسابرسی داخلی

## مناطق عملیاتی
حوزه‌های عملیاتی شرکت نفت فلات قاره ایران در شش منطقه تمرکز پیدا کرده‌است:
- بهرگان: میدان نفتی بهرگانسر، میدان نفتی هندیجان، میدان نفتی سروش و میدان نفتی نوروز تحت نظارت این منطقه اداره می‌شوند.
- خارک: شامل میدان نفتی ابوذر، میدان نفتی دورود و میدان نفتی فروزان.
- سیری: میدان نفتی الوند، میدان نفتی نصرت، میدان نفتی اسفند، میدان نفتی سیوند، میدان نفتی مبارک و میدان نفتی دنا.
- لاوان: مدیریت میدان نفتی سلمان، میدان نفتی رسالت، میدان نفتی رشادت، میدان گازی لاوان و میدان نفتی بلال بر عهده این بخش است.
- کیش: میدان گازی کیش تحت پوشش این منطقه است.
- قشم: میدان گازی هنگام و میدان گازی گورزین توسط بخش قشم مدیریت می‌شود.